# 長尾村 (兵庫県有馬郡)
長尾村（ながおむら）は、兵庫県有馬郡にあった村。現在の神戸市北区長尾町および神戸リサーチパークにあたる。

## 地理
- 河川：長尾川
- 湖沼：掖谷大池、鹿ノ子池

### 隣接していた自治体
- 兵庫県
  - 神戸市（兵庫区）、西宮市
  - 有馬郡 三田町、三輪町、広野村
  - 美嚢郡 吉川町

## 歴史
- 1875年（明治8年）4月 - 岩谷村、上津上村、上津下村が合併し上津谷村が発足。
- 1889年（明治22年）4月1日 - 町村制の施行により、有馬郡道場川原村、日下部村、平田村、生野村、塩田村、上津谷村、宅原村および市原村の飛地の区域をもって道場村が発足。
- 1902年（明治35年）5月1日 - 道場村のうち、大字上津谷村と大字宅原村が分離独立。長尾村となる。
- 1917年（大正6年）4月1日 - 大字改称。上津谷村を上津谷に、宅原村を宅原に変更。
- 1955年（昭和30年）10月15日 - 神戸市兵庫区に編入合併され、同区長尾町となる。
- 1973年（昭和48年）8月1日 - 兵庫区分区により、旧村域が北区となる。

## 行政

### 歴代村長
- 吉見誠一
- 善入彌太郎
- 小南安太郎
- 有井幸悦
- 馬塲荘太郎
- 岡萬太郎
- 坊ヶ内安次郎
- 有井茂

## 地域

### 現在の地名
- 長尾町（ながおちょう）
  - 長尾町宅原（えいばら）
  - 長尾町上津（こうづ）
- 神戸リサーチパーク
  - 鹿の子台北町（かのこだいきたまち）
  - 鹿の子台南町（かのこだいみなみまち）
  - 上津台（こうづだい）
  - 赤松台（あかまつだい）

### 教育
- 三田中学校・高等学校
- 有馬郡三田町外三ヶ村、市町村組合立八景中学校
- 長尾村立長尾小学校

## 交通

### 鉄道路線
神戸電気鉄道三田線が村内を通過していたが、駅はない。

### 道路
- 兵庫県道17号西脇三田線

## 名所・旧跡
- 茶臼山城跡
- 宅原城跡
- 横山城跡
- 鹿之子温泉